# Cheiracanthium inclusum
Cheiracanthium inclusum là một loài nhện trong họ Miturgidae.
Loài này thuộc chi Cheiracanthium. Cheiracanthium inclusum được Nicholas Marcellus Hentz miêu tả năm 1847.

## Hình ảnh

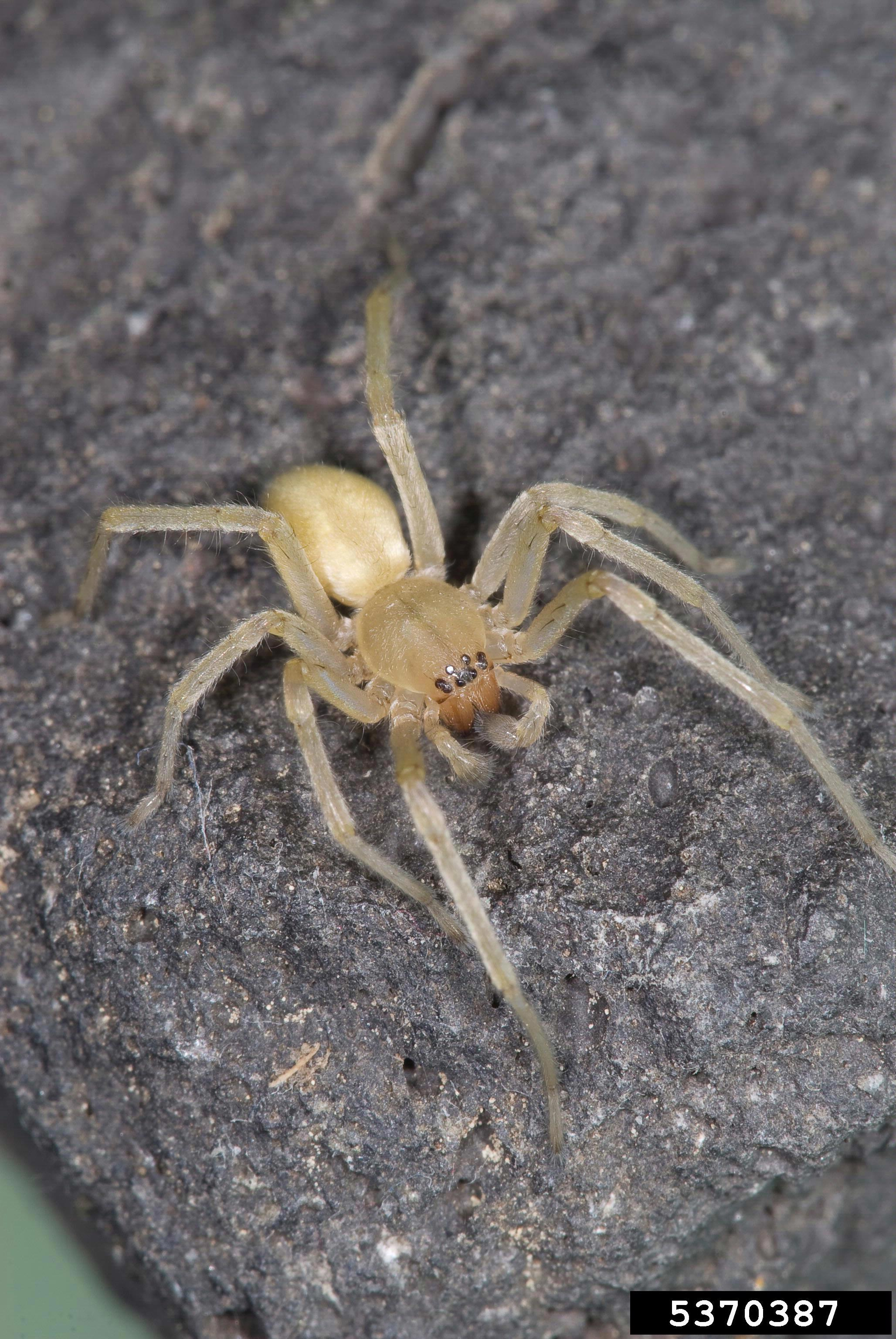
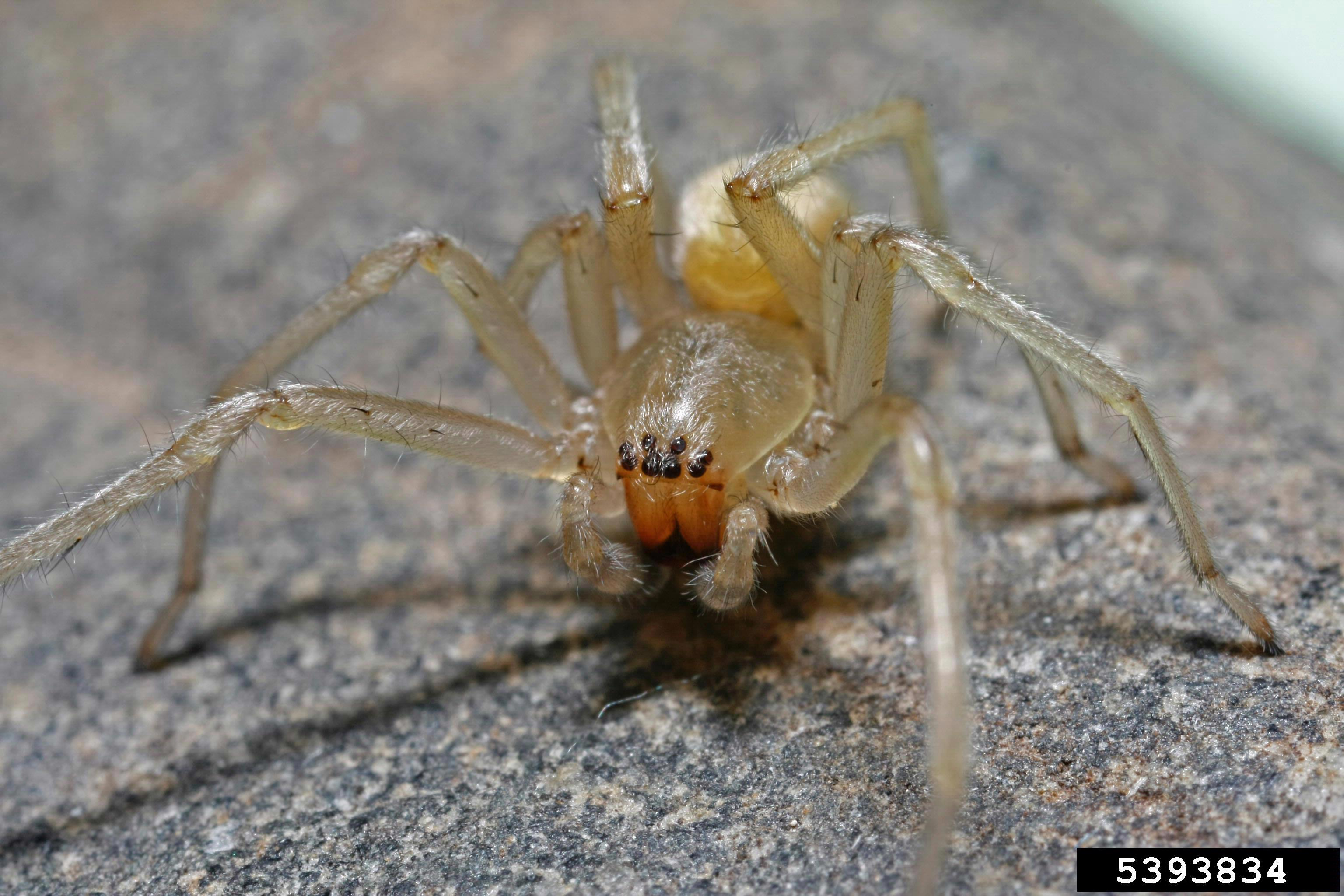
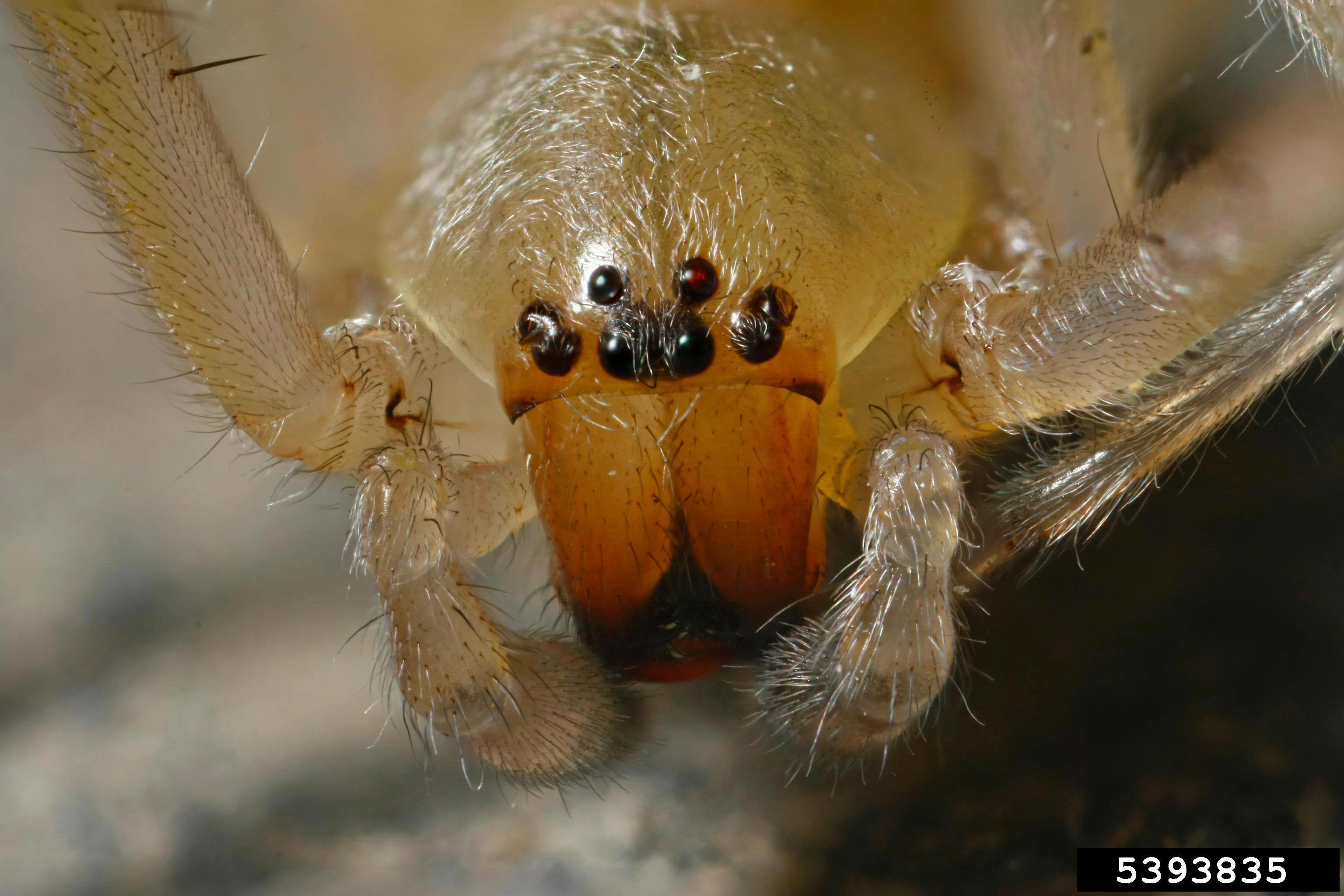
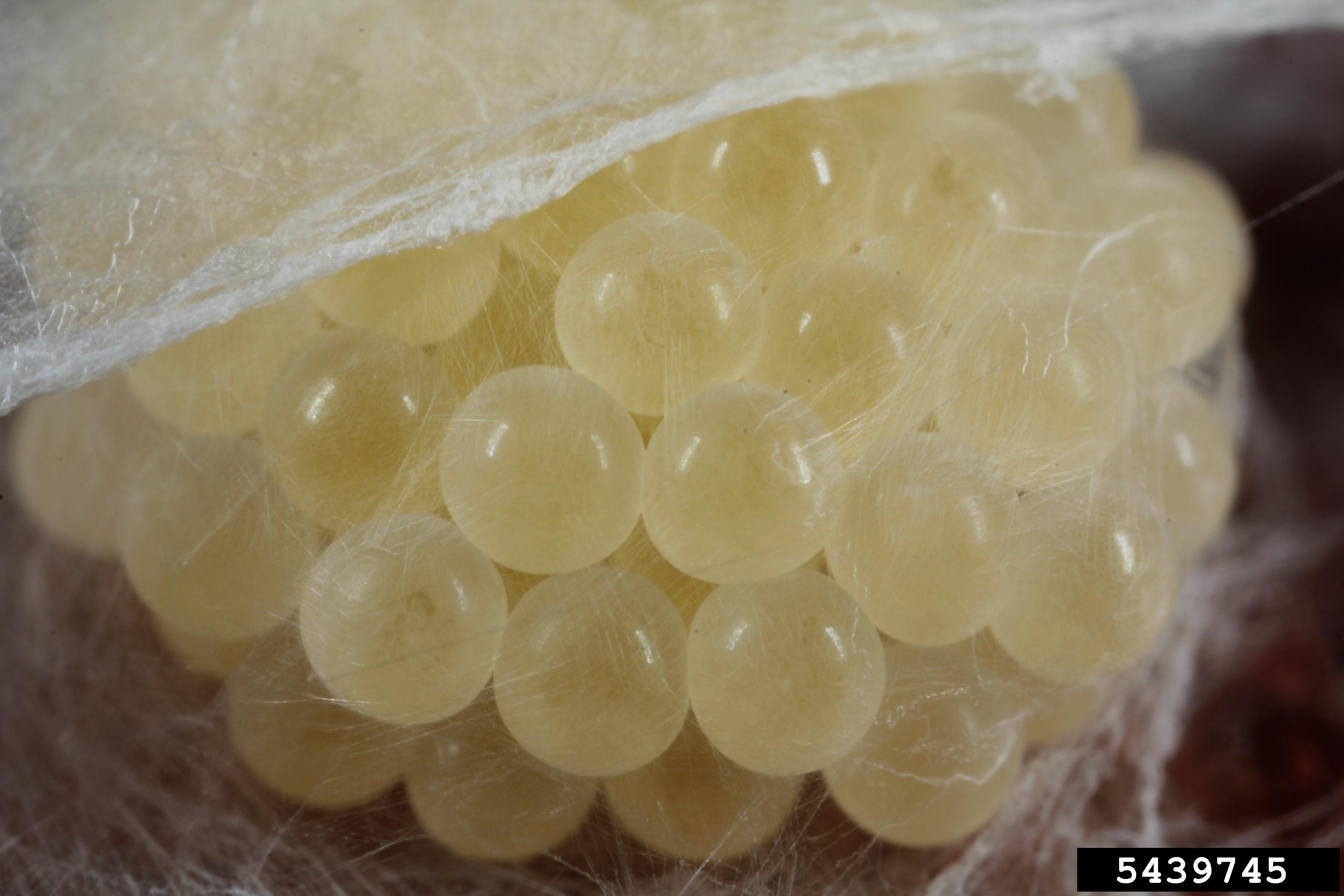